# Euchalcia chalsytis
Euchalcia chalsytis är en fjärilsart som beskrevs av Jacob Hübner 1790. Euchalcia chalsytis ingår i släktet Euchalcia och familjen nattflyn. Inga underarter finns listade i Catalogue of Life.